# Нојрајхенау
Нојрајхенау (њем. Neureichenau) општина је у њемачкој савезној држави Баварска. Једно је од 25 општинских средишта округа Фрејунг-Графенау. Према процјени из 2010. у општини је живјело 4.458 становника. Посједује регионалну шифру (AGS) 9272136.

## Географски и демографски подаци
Нојрајхенау се налази у савезној држави Баварска у округу Фрејунг-Графенау. Општина се налази на надморској висини од 669 метара. Површина општине износи 46,4 km². У самом мјесту је, према процјени из 2010. године, живјело 4.458 становника. Просјечна густина становништва износи 96 становника/km².